# Lake Borumba
Lake Borumba är en sjö i Australien. Den ligger i delstaten Queensland, omkring 120 kilometer nordväst om delstatshuvudstaden Brisbane. 
I omgivningarna runt Lake Borumba växer i huvudsak städsegrön lövskog. Runt Lake Borumba är det mycket glesbefolkat, med 6 invånare per kvadratkilometer. Genomsnittlig årsnederbörd är 1 446 millimeter. Den regnigaste månaden är januari, med i genomsnitt 281 mm nederbörd, och den torraste är september, med 33 mm nederbörd.